# Mount Stancliff
Mount Stancliff är ett berg i Antarktis. Det ligger i Västantarktis. Inget land gör anspråk på området. Toppen på Mount Stancliff är 241 meter över havet.
Terrängen runt Mount Stancliff är varierad. Trakten är obefolkad. Det finns inga samhällen i närheten.